# Kolubara (district)
Kolubara (Servisch: Колубарски управни округ, Kolubarski upravni okrug) is een administratief district in Centraal-Servië. De hoofdstad is Valjevo.

## Gemeenten
Kolubara bestaat uit de volgende gemeenten:
- Osečina
- Ub
- Lajkovac
- Valjevo
- Mionica
- Ljig

## Bevolking
De bevolking bestaat uit de volgende etnische groepen:
- Serviërs: 186.177
- Roma: 2577